# 賀良弼
賀良弼 ，字君賚，江西吉安府安福縣人，明朝的政治人物，賜特用出身。

## 生平
早年在府學，其文采受到督學蔡懋德賞識。崇禎六年舉人，十三年中殿試乙榜，官蘭陽知縣，甫到任，因感到時事多亂，旋辭官歸里。